# Helianthemum polyanthum
Helianthemum polyanthum är en solvändeväxtart som först beskrevs av Desf, och fick sitt nu gällande namn av Christiaan Hendrik Persoon. Helianthemum polyanthum ingår i släktet solvändor, och familjen solvändeväxter. Inga underarter finns listade i Catalogue of Life.